# كارلوس سانشيز روميرو
كارلوس سانشيز روميرو (بالإسبانية: Carlos Sánchez Romero)‏ هو سياسي مكسيكي، ولد في 5 نوفمبر 1970 في المكسيك. حزبياً، نشط في الحزب الثوري المؤسساتي. وقد انتخب عضو مجلس النواب المكسيك.